# Serghei Bezrukov
Serghei Bezrukov (în rusă Сергей Витальевич Безруков) (n. 18 octombrie 1973, Moscova, Rusia) este un actor de teatru și film din Rusia. Este laureat al Premiului de Stat al Federației Ruse.

## Filmografie
- 2010 - Smert v Pensne ili naș Cehov (în rusă: Смерть в пенсне или Наш Чехов)
- 2009 - Kanikulî strogogo rejima (în engleză: High Security Vacation)  (în rusă: Каникулы строгого режима)
- 2009 - Taras Bulba (în rusă: Тарас Бульба)
- 2008 - Pro Fedota-strelța, udalogo molodța (în rusă: Про Федота-стрельца, удалого молодца)
- 2008 - Amiralul (în rusă: Адмиралъ)
- 2008 - V iiune 41-ogo (în rusă:В июне 41-ого)
- 2007 - Ironiia sudbî, ili c novîm scictiem (în engleză: The Irony of Fate 2) (în rusă: Ирония судьбы, или С новым счастьем!)
- 2006 - Pușkin: Poslednaia duel (în rusă: Пушкин: Последняя дуэль)
- 2006 - Potseluy babociki (în engleză: Butterfly Kiss) (în rusă: Поцелуй бабочки)
- 2006 - Kniaz Vladimir. Film pervîi (în engleză: Prince Vladimir) (în rusă: Князь Владимир. Фильм первый)
- 2005 - Maestrul și Margareta (în engleză: The Master and Margarita) (în rusă: Мастер и Маргарита)
- 2005 - Esenin (în rusă: Есенин)
- 2005 - Boi s teniu (în engleză: Shadow Boxing) (în rusă: Бой с тенью)
- 2005 - Gorod bez solnța (în rusă: Город без солнца)
- 2004 - Moskovskaia saga (în rusă: Московская сага)
- 2003 - Uciastok (în rusă: Участок)
- 2003 - Jizn odna (în rusă: Жизнь одна...)
- 2003 - Kliuci ot spalini (în rusă: Ключ от спальни)
- 2002 - Brigada (în engleză: The Brigade, Law of the Lawless) (în rusă: Бригада)
- 2002 - Kitaiskii serviz (în rusă: Китайскiй сервизъ)
- 2002 - Azazel (în rusă: Азазель)
- 2002 - Maska i dușa (în rusă: Маска и душа)
- 2001 - Razviazka Peterburgskih tain (în rusă: Развязка петербургских тайн)
- 2000 - Rîțarskii roman (în rusă: Рыцарский роман)
- 2000 - Ciornaia komnata (în rusă: Черная комната)
- 2000 - Vmesto menia (în rusă: Вместо меня)
- 1998 - Starîe pesni o glavnom 3 (în rusă: Старые песни о главном 3)
- 1998 - Na boikom meste (în rusă: На бойком месте)
- 1997 - Breghet (în rusă: Брегет)
- 1995 - Krestonoseț (în rusă: Крестоносец)
- 1994 - Noktiurn dlia barabana i motoțikla (în rusă: Ноктюрн для барабана и мотоцикла)